# Irelandia robusticaulis
Irelandia robusticaulis är en bladmossart som beskrevs av William Russell Buck 1984. Irelandia robusticaulis ingår i släktet Irelandia och familjen Hypnaceae. Inga underarter finns listade i Catalogue of Life.